# District de Moyle
Le district de Moyle (Moyle District en anglais et Ceantar Shruth na Maoile en gaélique d’Irlande), officiellement appelé Moyle (An Mhaoil en gaélique d’Irlande), est un ancien district de gouvernement local d’Irlande-du-Nord.
Créé en octobre 1973, il fusionne avec le borough de Ballymoney, celui de Coleraine et celui de Limavady en mars 2015 pour créer un autre district de gouvernement local, Causeway Coast and Glens.

## Géographie
Le district est situé dans le comté d’Antrim.

## Histoire
Un district de gouvernement local (local government district en anglais) du nom de Moyle est créé le 17 juillet 1972 par le Local Government (Boundaries) Order (Northern Ireland) du 20 juin 1972. Les institutions du district entrent en vigueur à compter du 1er octobre 1973 au sens du Local Government Act (Northern Ireland) du 23 mars 1972.
La majeure partie des territoires des boroughs de Ballymoney, de Coleraine, de Limavady et du district de Moyle sont réunis par le Local Government (Boundaries) Act (Northern Ireland) du 23 mai 2008. Le borough résultant de la fusion des anciens districts, Causeway Coast and Glens, est créé à compter du 1er avril 2015 par le Local Government (Boundaries) Order (Northern Ireland) du 30 novembre 2012.

## Administration

### Conseil
Le Moyle District Council, littéralement, le « conseil du district de Moyle », est l’assemblée délibérante du district de Moyle, composée de 16 (1973-1993) puis de 15 membres (1993-2015), appelés les conseillers (councillors).
Un président (chairman) et un vice-maire (deputy chairman) sont élus parmi les conseillers à l’occasion de chaque réunion générale annuelle du conseil du district.

### Circonscriptions électorales
Le district de gouvernement local est divisé en autant de sections électorales (wards en anglais) que de conseillers. Celles-ci sont distribuées par zone électorale de district (district electoral area).
| Zone                           | 1973-1985,                                                                                  | 1985-2015,                                                                 |
| ------------------------------ | ------------------------------------------------------------------------------------------- | -------------------------------------------------------------------------- |
| Première zone et ses sections  | A (4 sièges)                                                                                | Ballycastle (5 sièges)                                                     |
| Première zone et ses sections  | - Glenaan - Glenariff - Glendun - Glenshesk                                                 | - Bonamargy and Rathlin - Dalriada - Glentaisie - Kinbane - Knocklayd      |
| Deuxième zone et ses sections  | B (8 sièges)                                                                                | Giant’s Causeway (5 sièges)                                                |
| Deuxième zone et ses sections  | - Armoy - Ballintoy - Ballylough - Bushmills - Carnmoon - Dunseverick - Kinbane - Moss-side | - Ballylough - Bushmills - Carnmoon - Dunseverick - Moss-Side and Moyarget |
| Troisième zone et ses sections | C (4 sièges)                                                                                | The Glens (5 sièges)                                                       |
| Troisième zone et ses sections | - Dalriada - Quay - Knocklayd - Rathlin                                                     | - Armoy - Glenaan - Glenariff - Glendun - Glenshesk                        |